# Coupe Memorial 1959
Navigation
Édition précédente Édition suivante
 (octobre 2023).
Si vous disposez d'ouvrages ou d'articles de référence ou si vous connaissez des sites web de qualité traitant du thème abordé ici, merci de compléter l'article en donnant les références utiles à sa vérifiabilité et en les liant à la section « Notes et références ».
La finale de l'édition 1959 de la Coupe Memorial est présentée au Winnipeg Arena de Winnipeg ainsi qu'au Wheat City Arena de Brandon au Manitoba et est disputée entre le vainqueur du Trophée George T. Richardson, remis à l'équipe championne de l'est du Canada et le vainqueur de la Coupe Abbott remis au champion de l'ouest du pays.

## Équipes participantes
- Les TPT Petes de Peterborough de l'Association de hockey de l'Ontario en tant que champion du Trophée George T. Richardson.
- Les Braves de Winnipeg de la Ligue de hockey junior du Manitoba en tant que vainqueur de la Coupe Abbott.

### Résultats
| Match | Vainqueur                 | Résultat | Perdant                   | Lieu                       |
| ----- | ------------------------- | -------- | ------------------------- | -------------------------- |
| 1     | TPT Petes de Peterborough | 5-4      | Braves de Winnipeg        | Winnipeg Arena (Winnipeg)  |
| 2     | Braves de Winnipeg        | 5-2      | TPT Petes de Peterborough | Winnipeg Arena (Winnipeg)  |
| 3     | Braves de Winnipeg        | 5-2      | TPT Petes de Peterborough | Winnipeg Arena (Winnipeg)  |
| 4     | Braves de Winnipeg        | 5-3      | TPT Petes de Peterborough | Winnipeg Arena (Winnipeg)  |
| 5     | Braves de Winnipeg        | 6-2      | TPT Petes de Peterborough | Wheat City Arena (Brandon) |

## Effectifs
Voici la liste des joueurs des Braves de Winnipeg, équipe championne du tournoi 1959 :
- Entraîneur : Bill Allum
- Joueurs : Pat Angers, Don Atamanchuk, Al Baty, Gary Bergman, Ed Bradawski, Rene Brunel, Ted Green, Howie Hughes, Allan Ingimundson, Ken King, Ted Knight, Gerry Kruk, Wayne Larkin, Al Leblanc, Bobby Leiter, Doug Monro, Zenon Moroz, Lew Mueller, John Rodgers, P. Sexsmith, John Sutherland, Ernie Wakely, Wayne Winstone et Bob Wales.